# Rönnåsberget

Rönnåsberget är ett av Gästriklands högsta berg (270 meter över havet) och det ligger en bit väster om Ockelbo. Där finns det en populär skidbacke och olika motionsspår och leder. På toppen ligger Rönnåsstugan, som tillhandahåller servering. I sluttningarna finns det gott om grottor.